# آصلان هایراپتیان
اصلان هایراپتیان (ارمنی: Ասլան Հայրապէտյան؛ ۱۸۵۰–۱۹۳۰) عکاس اهل ارمنستان ساکن ایران بود.

## زندگی‌نامه
وی در سال ۱۸۵۰م (۱۲۲۹خ) در شهر اردوباد، در کرانه شمالی رود ارس چشم به جهان گشود. عکاسی را در تفلیس فرا گرفت و سپس همراه برادر کوچکش رهسپار تبریز شد و اولین عکاسخانه را در این شهر بنیان‌نهاد.
کار آن‌ها به دلیل آشنا نبودن مردم به عکاسی، سال‌ها رونقی نداشت اما پس از تغییر محل و استقرار عکاسخانه در چهارراه شریعتی این شهر و همچنین شکیبایی در خور توجه، خانواده‌های تبریزی به تدریج از وی برای تهیه عکس‌های خانوادگی در خانه‌هایشان دعوت نمودند و این کار کم‌کم باعث شهرت یافتن وی گشت و بازار عکاسخانه اش رونق گرفت. عکاسخانه اصلان قدیمی‌ترین عکاسخانه تبریز بود و به همین علت نیز اغلب عکس‌های قدیمی باقی‌مانده از خانواده‌های مسلمان و مسیحی تبریز توسط وی تهیه شده است.
اصلان هایراپتیان در سال ۱۹۳۰م (۱۳۰۹خ) در تبریز درگذشت.